# ديس سونغ
ديس سونغ (بالإنجليزية: Diss Song)‏ أو (بالإنجليزية: Diss track)‏ هي نوع من أغاني الهيب هوب تكون بكاملها تقريبا مؤلفة من عبارات عنيفة بلغة سوقية بذيئة تستهدف مغني راب أو عدة مغنيين آخرين، وأصل الكلمة أفرو-أمريكي وهو disrespecting أي عدم الاحترام .
و تقوم كلمات الأغنية باستهداف أحد مغنيي الراب في غالب الأحيان بعبارة نابية وخادشة للحياء وتحط من قدره وتسخر منه .
و تعتبر الديس سونغ اليوم عنصرا هاما في طريقة التنافس بين مغنيي الراب .
وتعتبر ايضاً مقياساً لقوة مؤدي الراب (Rapperاو الرابر) ففيها يعطي مؤدي الراب كامل قوته لتهزيئ الخصم (يسحلة بين قوسين)
وفي الراب العربي يأخذ قوة الدس على عدة نواحي منها
الهندسة الصوتيه : وتعتمد على قوة هندسة مقطع ونقائه وإلى ماذلك
'''البنشات و تهزيئ الخصم''' : وتعتمد على قوة التهزيئ الموجود في كلمات المؤدي والتجريح فيه وبكيانه
'''الكلمات''' : وتعتمد على قوة الكلمات والقوافي وما إلى ذلك
'''الاداء'''
'''الاسلوب'''
'''والفلو'''
....
وفي الغالب في الراب العربي تكون هذه الاغاني في بطولات الراب التي تقام في المنتديات (فنان هع)
وهاهيه تحياتي وتكون طبشطح (tabshth) موجودة فيه بشكل ملحوظ مثل نايك

## أمثلة
- أغنية توباك Hit 'Em Up التي تستهدف شركة «باد بويز» .
- أغنية إيزي إي Real Muthaphuckkin G's و التي كانت ضد دكتور دري ورداَ على إغنيته Dre Day .